# Bukarevac
Bukarevac (srbsky Букаревац, albánsky Bukuroc) je vesnice nacházející se v jižní části Srbska, administrativně spadající pod opštinu (obec) Preševo u hranice se Severní Makedonií. V roce 2022 zde žilo 661 obyvatel, počet obyvatel vsi od roku 1961 strmě roste. Obyvatelstvo je v drtivé většině albánské národnosti. Název vznikl podle příjmení Bukorovci, resp. jako ves lidí Bukorových.
Vesnice se rozkládá nedaleko říčky Preševska Moravica, dálnice A1 a stejným směrem vedoucí silnice. Prochází tudy také železniční trať z Niše do Skopje, na které má Bukarevac vlastní železniční stanici. 
Obec je poprvé zmíněna v osmanském sčítání lidu z 16. století. Existoval Dolní a Horní Bukarevac. Měl tři části (mahala): Horní, střední a dolní. Dnes se v obci nachází park, fotbalové hřiště a mešita.